# Sieidi
Les Sieidis (same du Nord : sieidi, finnois : seita, suédois : sejte, russe : сейд)  sont des objets culturels samis, habituellement un rocher avec une forme atypique mais pouvant aussi être en bois. Les sieidis se trouvent dans la nature et plus précisément dans des endroits considérés comme sacrés, comme sur une plage au bord de la mer ou d'une rivière ,ou encore sur une montagne. Le terme sieidi peut être indistinctement désigner des objets créés ou positionnés par l'homme tout autant que des objets existants dans la nature
|                    |
| Siedi à Balsfjord. |

|                             |
| Siedi près du lac Seïdozero |

|                      |
| Siedi à Saltfjellet. |

|                                               |
| Siedi sur la montagne de Vottovaara à Karelia |

|                                   |
| Siedi près du village de Toumanny |

|                                  |
| Siedi près du village de Tumanny |

|                                  |
| Siedi près du village de Tumanny |